# Psychotria prancei
Psychotria prancei är en måreväxtart som beskrevs av Julian Alfred Steyermark. Psychotria prancei ingår i släktet Psychotria och familjen måreväxter. Inga underarter finns listade i Catalogue of Life.